# Francesco Pavan
Francesco Pavan (Padua, 1937) is een Italiaans beeldend kunstenaar die bekendheid verwierf als edelsmid en sieraadontwerper.

## Biografie
Pavan is van 1949 tot 1955 opgeleid aan het Istituto Statale d'Arte Pietro Selvatico te Padua. Na het behalen van zijn diploma werkte Pavan enige tijd samen met zijn docent Mario Pinton. In 1961 volgde hij Pinton, oprichter van de school, op als docent aan het Istituto Statale d'Arte Pietro Selvatico. Pavan bekleedde die functie tot 2000.
Het werk van Pavan kenmerkt zich door (repetitieve) geometrische structuren. Pavan werkt met materialen als goud, zilver en email. Ontwerpen doet hij niet óp papier; meestal maakt hij modellen ván papier. Het oeuvre van Lucio Fontana is een van zijn grootste inspiratiebronnen.

## Prijzen
- 1968 Gouden medaille Internationale Goldschmiedeausstellung, München
- 1973 Herbert Hofmann Preis, München
- 1985 Herbert Hofmann Preis, München
- 1986 International Jewellery Art Prize, Tokyo
- 1989 Herbert Hofmann Preis, München
- 2003 Marzee Prijs, Nijmegen[5]

## Tentoonstellingen
- 1975 - 15 Jaar Galerie Nouvelles Images, Galerie Nouvelles Images, Den Haag
- 1983 - 10 Orafi Padovani, Schmuckmuseum Pforzheim
- 1988 - Galerie Louise Smit, Amsterdam
- 1988 - Helen Drutt Gallery, New York
- 1989 - Ornamenta I, Schmuckmuseum Pforzheim
- 1994 - Galerie Marzee, Nijmegen
- 2012 - More than gold, Francesco Pavan, Neues Museum Nürnberg, Neurenberg